# Lijst van rijksmonumenten in Gouderak
De plaats Gouderak telt 11 inschrijvingen in het rijksmonumentenregister. Hieronder een overzicht.
| Object | Oorspronkelijke functie?  | Bouwjaar              | Architect | Locatie           | Coördinaten?                  | Nr.?   | Afbeelding                                                                                               |
| --- | ------------------------- | --------------------- | --------- | ----------------- | ----------------------------- | ------ | --- |
| Huis bestaande uit beganegrond met schilddak, waarop hoekschoorstenen. Geblokte deuromlijsting, liggende nissen boven de van zesruitsschuiframen voorziene vensters en houten kroonlijst                                                     | Woonhuis                  | tweede kwart 19e eeuw |           | Dorpsstraat 45    | 51° 59' 8" NB, 4° 40' 24" OL  | 17021  | Meer afbeeldingen                                                                                        |
| Raadhuis | Bestuursgebouw en onderdl | 1842                  |           | Dorpsstraat 52    | 51° 59' 7" NB, 4° 40' 28" OL  | 17025  | Meer afbeeldingen                                                                                        |
| Nederlands Hervormde Kerk | Kerk en kerkonderdeel     | 1658                  |           | Kerkstraat 3      | 51° 59' 7" NB, 4° 40' 30" OL  | 17026  | Meer afbeeldingen                                                                                        |
| Tegen de z.o.zijde van het koor een huisje met zadeldak en puntgevel met rollaag, gedateerd in een steen | Vanwege onderdelen kerk   | 1829                  |           | Kerkstraat bij 3  | 51° 59' 7" NB, 4° 40' 30" OL  | 17027  | Tegen de z.o.zijde van het koor een huisje met zadeldak en puntgevel met rollaag, gedateerd in een steen |
| Boerderij onder rieten zadeldak. Puntgevel met vlechtingen; vensters met luiken en vierruitsschuiframen en zesruitsschuiframen | Boerderij                 | tweede kwart 19e eeuw |           | Kattendijk 129    | 51° 58' 34" NB, 4° 39' 40" OL | 17028  | Meer afbeeldingen                                                                                        |
| Boerderij onder rieten wolfdak. In de voorgevel vlechtingen en vensters met negenruitsramen. In de zijgevel vensters met luiken. Links een bakhuis met pannen zadeldak en puntgevels. Het bakhuis heeft vensters met oude kozijnen en luiken | Boerderij                 | tweede kwart 19e eeuw |           | Kattendijk 163    | 51° 58' 28" NB, 4° 39' 17" OL | 17029  | Meer afbeeldingen                                                                                        |
| Boerderij onder rieten zadeldak, met puntgevel waarin vlechtingen, gekoppelde ontlastingsbogen en sieranker | Boerderij                 | 17e eeuw              |           | Kattendijk 183    | 51° 58' 20" NB, 4° 39' 16" OL | 17030  | Meer afbeeldingen                                                                                        |
| Rusthove | Boerderij                 | ca. 1750              |           | Middelblok 209    | 51° 59' 46" NB, 4° 41' 57" OL | 17031  | Meer afbeeldingen                                                                                        |
| M. Verdoold Cz. | Gemaal                    | 1866                  |           | Kattendijk 1      | 51° 59' 2" NB, 4° 40' 21" OL  | 512196 | Meer afbeeldingen                                                                                        |
| Boerderij van het langhuistype | Woonhuis                  | 1850                  |           | Middelblok 37     | 51° 59' 20" NB, 4° 40' 50" OL | 512184 | Meer afbeeldingen                                                                                        |
| Schuur | Boerderij                 | 18e/19e eeuw          |           | Middelblok bij 37 | 51° 59' 20" NB, 4° 40' 50" OL | 512185 | Meer afbeeldingen                                                                                        |